# Zdenka Kovačiček (album)
Zdenka Kovačiček prvi je studijski album hrvatske jazz i rock glazbenice Zdenke Kovačiček, a objavljuje ga diskografska kuća PGP RTB.
Materijal snima s Big bandom Igora Savina i njegovim studijskim sastavom, a sastoji se od skladbi istaknutih skladatelja od kojih su neki Goran Bregović, Kornelije Kovač, Vanja Lisak, Vladimir Delač i drugi.

## Popis pjesama

### A strana
1. Dragi mi je lijep ko' slika
2. Tvoje loše navike
3. Hajde, Džefersone
4. Neću da znam
5. Elektra
6. Muzika

### B strana
1. Hello Mr. Elton John
2. Kobra
3. Mali crni brat
4. Ti nikad nećeš znati
5. Poznaješ li moje pravo lice
6. Vjerovao ti ili ne